# Hahnia jiangkou
Espèce
Hahnia jiangkou est une espèce d'araignées aranéomorphes de la famille des Hahniidae.

## Distribution
Cette espèce est endémique du Guizhou en Chine,. Elle se rencontre dans le xian de Jiangkou dans la  grotte Shanyang.

## Description
Le mâle holotype mesure 2,65 mm et la femelle paratype 2,83 mm.

## Systématique et taxinomie
Cette espèce a été décrite par Gan, Wang et Mi en 2023.

## Étymologie
Son nom d'espèce lui a été donné en référence au lieu de sa découverte, le xian de Jiangkou.

## Publication originale
- Gan, Wang & Mi, 2023 : « A new cave-dwelling species of Hahnia C. L. Koch, 1841 from Guizhou Province, China (Araneae, Hahniidae). » Biodiversity Data Journal, vol. 11, no e113400, p. 1-7 (texte intégral).